# Olympische Sommerspiele 1968/Leichtathletik – 4 × 100 m (Frauen)
Die 4-mal-100-Meter-Staffel der Frauen bei den Olympischen Spielen 1968 in Mexiko-Stadt wurde am 19. und 20. Oktober 1968 im Estadio Olímpico Universitario ausgetragen. In fünfzehn Staffeln nahmen sechzig Athletinnen teil.
Olympiasieger wurde die Staffel der USA in der Besetzung Barbara Ferrell, Margaret Bailes, Mildrette Netter und Wyomia Tyus in neuer Weltrekordzeit von 42,8 s.
Silber gewann Kuba (Marlene Elejarde, Fulgencia Romay, Violeta Quesada, Miguelina Cobián).
Bronze ging an die Sowjetunion mit Ljudmila Scharkowa, Galina Bucharina, Wera Popkowa und Ljudmila Samotjossowa.
Für die Bundesrepublik Deutschland – offiziell Deutschland – starteten Renate Meyer, Jutta Stöck, Rita Jahn und Ingrid Becker. Diese Staffel belegte im Finale Platz sechs.

Staffeln aus der DDR – offiziell Ostdeutschland, der Schweiz, Österreich und Liechtenstein nahmen nicht teil.

## Rekorde

### Bestehende Rekorde

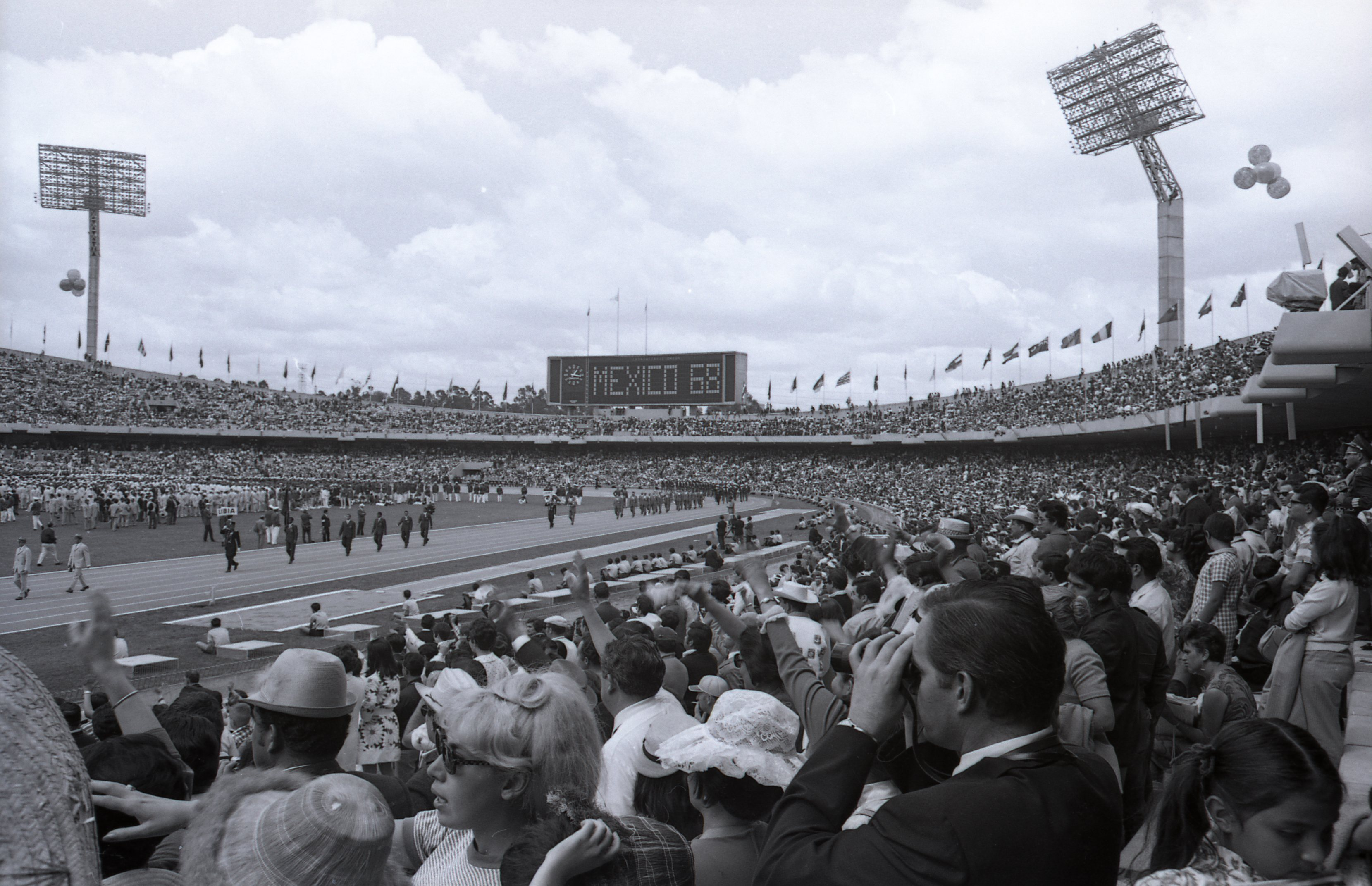
Das Olympiastadion während der Eröffnungsfeier 1968

| Weltrekord         | 43,6 s | Sowjetunion (Ljudmila Scharkowa, Galina Bucharina, Wera Popkowa, Ljudmila Samotjossowa) | Mexiko-Stadt, Mexiko   | 27. September 1968 |
| Weltrekord         | 43,6 s | Kuba (Marlene Elejarde, Fulgencia Romay, Violeta Quesada, Miguelina Cobián)             | Mexiko-Stadt, Mexiko   | 5. Oktober 1968    |
| Olympischer Rekord | 43,9 s | USA (Willye White, Wyomia Tyus, Marilyn White, Edith McGuire)                           | Finale OS Tokio, Japan | 21. Oktober 1964   |

Anmerkung:
Der Olympiarekord der US-Staffel kam durch die Aberkennung der Rekorde der damals siegreichen polnischen Staffel zustande. Diese hatte das Finale von 1964 in Tokio mit der Weltrekordzeit von 43,6 Sekunden gewonnen. Nach einem Geschlechtstest vor dem Leichtathletik-Europacup 1967 wurde die Schlussläuferin Ewa Kłobukowska als intersexuell eingestuft. 1969 strich der Weltleichtathletikverband Kłobukowskas erzielte Weltrekorde, darunter auch den vom Finale in Tokio. Die polnische Staffel blieb Olympiasieger, doch der Weltrekord wurde nun der zweitplatzierten US-Staffel zugesprochen, die ebenfalls unter dem damals aktuellen Weltrekord geblieben war.

### Rekordverbesserungen/-egalisierung
Der bestehende Weltrekord wurde zunächst verbessert, dann einmal egalisiert und ein weiteres Mal verbessert:
- 43,4 s – USA (Barbara Ferrell, Margaret Bailes, Mildrette Netter, Wyomia Tyus), erster Vorlauf am 19. Oktober
- 43,4 s (egalisiert) – Niederlande (Wilma van den Berg, Mieke Sterk, Truus Hennipman, Corrie Bakker), zweiter Vorlauf am 19. Oktober
- 42,8 s – USA (Barbara Ferrell, Margaret Bailes, Mildrette Netter, Wyomia Tyus), Finale am 20. Oktober

## Durchführung des Wettbewerbs
Fünfzehn Staffeln traten am 19. Oktober zu insgesamt zwei Vorläufen an. Die jeweils besten vier Teams – hellblau unterlegt – qualifizierten sich für das Finale am 20. Oktober.

## Zeitplan
19. Oktober, 15:30 Uhr: Vorläufe

20. Oktober, 16:30 Uhr: Finale
Anmerkung: Alle Zeiten sind in Ortszeit Mexiko-Stadt (UTC −6) angegeben.

## Vorläufe
Datum: 19. Oktober 1968, ab 15:30 Uhr

### Vorlauf 1
| Platz | Staffel        | Besetzung                                                             | Offizielle Zeit handgestoppt | Inoffizielle Zeit elektronisch |
| ----- | -------------- | --------------------------------------------------------------------- | ---------------------------- | ------------------------------ |
| 1     | USA            | Barbara Ferrell Margaret Bailes Mildrette Netter Wyomia Tyus          | 43,4 s WR                    | 43,50 s                        |
| 2     | Australien     | Jennifer Lamy Joyce Bennett Raelene Boyle Dianne Burge                | 43,7 s000                    | 43,77 s                        |
| 3     | BR Deutschland | Renate Meyer Jutta Stöck Rita Jahn Ingrid Becker                      | 44,1 s000                    | 44,18 s                        |
| 4     | Frankreich     | Michèle Alayrangues Gabrielle Meyer Nicole Montandon Sylviane Telliez | 44,3 s000                    | 44,32 s                        |
| 5     | Kanada         | Debbie Miller Stephanie Berto Joan Hendry Irene Piotrowski            | 44,7 s000                    | 44,73 s                        |
| 6     | Nigeria        | Olajumoke Bodunrin Janet Omorogbe Mairo Jinadu Oyeronke Akindele      | 45,2 s000                    | 45,23 s                        |
| 7     | Mexiko         | Alma Rosa Martínez Mercedes Román Enriqueta Basilio Esperanza Girón   | 47,0 s000                    | 47,09 s                        |
| DSQ   | Jamaika        | Adlin Mair-Clarke Carmen Smith Una Morris Vilma Charlton              |                              |                                |

### Vorlauf 2
| Platz | Staffel        | Besetzung                                                              | Offizielle Zeit handgestoppt | Inoffizielle Zeit elektronisch |
| ----- | -------------- | ---------------------------------------------------------------------- | ---------------------------- | ------------------------------ |
| 1     | Niederlande    | Wilma van den Berg Mieke Sterk Truus Hennipman Corrie Bakker           | 43,4 s WRe                   | 43,49 s                        |
| 2     | Sowjetunion    | Ljudmila Scharkowa Galina Bucharina Wera Popkowa Ljudmila Samotjossowa | 43,6 s0000                   | 43,67 s                        |
| 3     | Großbritannien | Anita Neil Maureen Tranter Janet Simpson Lillian Board                 | 43,9 s0000                   | 43,98 s                        |
| 4     | Kuba           | Marlene Elejarde Fulgencia Romay Violeta Quesada Miguelina Cobián      | 44,1 s0000                   | 44,15 s                        |
| 5     | Ungarn         | Etelka Kispál Margit Nemesházi Györgyi Balogh Annamária Tóth           | 44,6 s0000                   | 44,65 s                        |
| 6     | Taiwan         | Chi Cheng Yeh Chu-mei Lin Chun-yu Tien Ah-mei                          | 47,2 s0000                   | 47,24 s                        |
| 7     | Polen          | Danuta Straszyńska Mirosława Sarna Urszula Jóźwik Irena Szewińska      | 53,0 s0000                   | 53,02 s                        |

## Finale
Datum: 20. Oktober 1968, 16:30 Uhr
| Platz | Name           | Nation                                                                 | Offizielle Zeit handgestoppt | Inoffizielle Zeit elektronisch |
| ----- | -------------- | ---------------------------------------------------------------------- | ---------------------------- | ------------------------------ |
| 1     | USA            | Barbara Ferrell Margaret Bailes Mildrette Netter Wyomia Tyus           | 42,8 s WR                    | 42,88 s                        |
| 2     | Kuba           | Marlene Elejarde Fulgencia Romay Violeta Quesada Miguelina Cobián      | 43,3 s000                    | 43,36 s                        |
| 3     | Sowjetunion    | Ljudmila Scharkowa Galina Bucharina Wera Popkowa Ljudmila Samotjossowa | 43,4 s000                    | 43,41 s                        |
| 4     | Niederlande    | Wilma van den Berg Mieke Sterk Truus Hennipman Corrie Bakker           | 43,4 s000                    | 43,44 s                        |
| 5     | Australien     | Jennifer Lamy Joyce Bennett Raelene Boyle Dianne Burge                 | 43,4 s000                    | 43,50 s                        |
| 6     | BR Deutschland | Renate Meyer Jutta Stöck Rita Jahn Ingrid Becker                       | 43,6 s000                    | 43,70 s                        |
| 7     | Großbritannien | Anita Neil Maureen Tranter Janet Simpson Lillian Board                 | 43,7 s000                    | 43,78 s                        |
| 8     | Frankreich     | Michèle Alayrangues Gabrielle Meyer Nicole Montandon Sylviane Telliez  | 44,2 s000                    | 44,30 s                        |

Wie in allen Sprintwettbewerben unterstützte die Höhenlage der mexikanischen Hauptstadt die Athletinnen. Den US-Sprinterinnen gelang es, den Weltrekord sowohl in der Vorrunde als auch im Finale zu verbessern. Sie waren mit der Olympiasiegerin Wyomia Tyus und der Silbermedaillengewinnerin Barbara Ferrell über 100 Meter das klar favorisierte Team. Überraschend stellte die niederländische Staffel im zweiten Vorlauf den gerade neu aufgestellten Weltrekord der US-Amerikanerinnen ein.
Im Finale hagelte es dann geradezu neue Bestzeiten und Landesrekorde. Schlussläuferin Wyomia Tyus sicherte mit vier Metern Vorsprung auf die Kubanerin Miguelina Cobián die Goldmedaille für ihr US-amerikanisches Team. Die Staffel unterbot den Weltrekord noch einmal um sechs Zehntelsekunden und war damit die erste Frauenstaffel, die unter der 43-Sekunden-Marke blieb. Kuba gewann die Silbermedaille, Bronze ging an die Mannschaft der UdSSR. Den Niederländerinnen, tags zuvor noch mit Weltrekord unterwegs, blieb zeitgleich mit der Sowjetunion nur der vierte Platz, beide Staffeln egalisierten den Europarekord aus dem Vorlauf. Auch die fünftplatzierten Australierinnen blieben noch zeitgleich mit der Weltrekordmarke aus den Vorläufen. Die bundesdeutsche Staffel, auf Platz sechs eine weitere Zehntelsekunde zurück, stellte einen neuen deutschen Rekord auf.
Kuba und die Sowjetunion gewannen die ersten Medaillen in dieser Disziplin.